# Stachybotrys mangiferae
Stachybotrys mangiferae är en svampart som beskrevs av P.C. Misra & S.K. Srivast. 1982. Stachybotrys mangiferae ingår i släktet Stachybotrys, ordningen köttkärnsvampar, klassen Sordariomycetes, divisionen sporsäcksvampar och riket svampar.   Inga underarter finns listade i Catalogue of Life.